# 佐野五風
佐野 五風（さの ごふう、1886年 - 1974年）は四条派の日本画家である。本名・佐野曠。
京都府出身。1905年京都市立美術工芸学校本科卒、1907年同専攻科卒。竹内栖鳳に師事し円山・四条派の伝統を受け継ぐ。
1907年、第一回文展(文部省展覧会)入選以降、文展・帝展で活躍し、1930年第11回帝展推薦、無鑑査資格を獲得する。